# Träger (Sparkasse)
Träger einer Sparkasse sind öffentlich-rechtliche Körperschaften, die die Sparkasse errichtet haben.

## Entstehungsgeschichte
Die Reichsverordnung vom 6. Oktober 1931 brachte nach Art. 1 § 2 NotV3 die rechtliche Verselbständigung der Sparkassen zu Anstalten des öffentlichen Rechts. Für diese Rechtsform war (und ist) ein Gewährträger erforderlich, der meist aus der jeweiligen Gemeinde am Sitz der Sparkasse bestand.
Der Rechtsbegriff „Träger“ entstand als Ersatz für den vor der Brüsseler Konkordanz vom 17. Juli 2001 geltenden Begriff Gewährträger. Mit dem Gewährträger-Begriff war insbesondere die subsidiäre Haftung der Gemeinden und Gemeindeverbände für die Verbindlichkeiten der von ihnen getragenen Sparkasse verbunden (Gewährträgerhaftung). Da eine solche Haftung gegen das EU-Beihilferecht verstieß, ist die Gewährträgerhaftung seit der Brüsseler Konkordanz bei Sparkassen und Landesbanken nicht mehr statthaft. Deshalb musste ein neuer Begriff gefunden werden, mit dem die subsidiäre Gewährträgerhaftung nicht mehr assoziiert wird. Die Sparkassen sind zwar weiterhin Anstalten des öffentlichen Rechts, doch haften ihre Träger nicht mehr subsidiär für die Verbindlichkeiten ihrer Sparkasse.

## Rechtsfragen
Die Firmenbezeichnung „öffentlich-rechtliche Sparkasse“ dürfen nach § 40 Abs. 1 Nr. Kreditwesengesetz (KWG) nur öffentlich-rechtliche Sparkassen mit einer Erlaubnis nach § 32 KWG führen. Darüber hinaus gibt es noch einen Bestandsschutz für andere Kreditinstitute, die vor Inkrafttreten des KWG eine solche Bezeichnung rechtswirksam geführt hatten (§ 40 Abs. 1 Nr. 2 KWG). Dadurch dürfen nur jene Sparkassen diese Bezeichnung führen, die von Gemeinden oder Gemeindeverbänden getragen werden.
Träger ist nach § 1 Abs. 1 Sparkassengesetz (SpkG) die Gebietskörperschaft, welche die Sparkasse errichtet hat. Die Sparkassengesetze der Bundesländer gehen übereinstimmend davon aus, dass nur Gemeinden, Kreise oder von diesen gebildete Zweckverbände Träger von Sparkassen sein können. So bestimmt § 1 Abs. 1 Satz 1 SpkG NW, dass „Gemeinden oder Gemeindeverbände … mit Genehmigung der Aufsichtsbehörde Sparkassen … in der Rechtsform einer landesrechtlichen Anstalt öffentlichen Rechts nach Maßgabe dieses Gesetzes errichten“ können. Auch verfassungsrechtlich muss die kommunale Trägerschaft der Regelfall sein, denn sie fällt unter die Garantie der kommunalen Selbstverwaltung nach Art. 28 Abs. 2 Satz 1 GG.
- Die weiterhin für kommunale, landes- oder bundesunmittelbare Anstalten öffentlichen Rechts geltende Gewährträgerhaftung ist für Sparkassen seit dem 18. Juli 2005 abgeschafft. In § 7 Abs. 2 Satz 3 SpkG NW ist geregelt, dass der Träger nur für noch nicht geleistetes Eigenkapital, nicht jedoch im Übrigen für die Verbindlichkeiten der Sparkasse haftet (§ 7 Abs. 2 Satz 4 SpkG NW). Die Kommunen als Träger haften im Rahmen des Grandfathering lediglich noch für die vor dem 18. Juli 2005 entstandenen „Altverbindlichkeiten“ der Sparkasse (§ 44 SpkG NW).

- Die für den Gewährträger früherer Prägung geltende Anstaltslast gibt es für den Träger nur noch in modifizierter Form. Die regionalen Sparkassengesetze sehen hierzu vor, dass der Träger die Sparkasse in der Erfüllung ihrer Aufgaben zwar unterstützen wird, jedoch ein Anspruch der Sparkasse gegen den Träger auf Bereitstellung von finanziellen Mitteln nicht besteht (z. B. § 7 Abs. 2 SpkG NW). Nach Errichtung ist die Sparkasse damit zur Stärkung ihres Eigenkapitals, der so genannten Sicherheitsrücklage (Dotationskapital) oder anderer Rücklagen, im Rahmen der Gewinnthesaurierung auf sich alleine gestellt. Die Aufnahme von Ergänzungskapital in Form von Genussrechten durch ihren Träger unterliegt strengen Regelungen.

## Auswirkungen auf die Solvenz der Sparkassen
Durch den Wegfall der Gewährträgerhaftung sind die Sparkassen nicht mehr von der indirekten Insolvenzunfähigkeit ihrer kommunalen Träger begünstigt. Damit ist zwar theoretisch die Insolvenzgefahr für Sparkassen gestiegen. Doch unterliegen die Sparkassen bundesweit im Rahmen der S-Finanzgruppe einem Einlagensicherungsfonds, der wie bei den vergleichbaren Sicherungseinrichtungen der privaten Bankwirtschaft oder des Genossenschaftssektors die Funktion übernimmt, in eine finanzielle Krise geratene Kreditinstitute im Stützungsfalle vor Insolvenz zu schützen. Diese Einlagensicherungssysteme sind auf den vollständigen Schutz der Verbindlichkeiten ausgerichtet.